# China South Industries Group Corporation
La China South Industries Group  (chinois : 中国兵器装备集团), est une entreprise détenue par l’État chinois dans le domaine manufacturier.
China South Industries Group Corporation se classait en 2023 au dixième rang mondial pour la production d'armement.